# Сијера Леоне на Летњим олимпијским играма 2012.
Сијера Леоне је на Летњим олимпијским играма 2012. у Лондону учествовао са двоје спортиста, који су се такмичили у атлетици. Ово је било десето учешће Сијера Леонеа на ЛОИ од пријема у МОК.
Заставу Сијера Леонеа на свечаном отварању Игара 27. јула носила је атлетичарка Ола Сесај.
Сијера Леоне је остала у групи земаља које до сада нису освајале олимпијске медаље.

## Учесници по спортовима
| Спорт      | Мушкарци | Жене | Укупно |
| ---------- | -------- | ---- | ------ |
| Атлетика   | 1        | 1    | 2      |
| Укупно (1) | 1        | 1    | 2      |

## Резултати

### Атлетика
Представници Сијера Леонеа су за учешће на Играма добили специјалне позивнице. 

#### Мушкарци
| Атлетичар Лични рекорд | Дисциплина | Предтакмичење | Предтакмичење | Група    | Група | Полуфинале       | Полуфинале       | Финале           | Финале       | Детаљи |
| Атлетичар Лични рекорд | Дисциплина | Резултат      | Место         | Резултат | Место | Резултат         | Место            | Резултат         | Место        | Детаљи |
| ---------------------- | ---------- | ------------- | ------------- | -------- | ----- | ---------------- | ---------------- | ---------------- | ------------ | ------ |
| Ибрахим Турај 22,54    | 200 м      | 21,90 ЛР      | 8 у гр. 2     |          |       | Није се пласирао | Није се пласирао | Није се пласирао | 51 / 53 (55) |        |

#### Жене
| Атлетичарка Лични рекорд | Дисциплина | Предтакмичење | Предтакмичење | Група    | Група | Полуфинале | Полуфинале | Финале            | Финале       | Детаљи |
| Атлетичарка Лични рекорд | Дисциплина | Резултат      | Место         | Резултат | Место | Резултат   | Место      | Резултат          | Место        | Детаљи |
| ------------------------ | ---------- | ------------- | ------------- | -------- | ----- | ---------- | ---------- | ----------------- | ------------ | ------ |
| Ола Сесај 6,73           | скок удаљ  | 6,22          | 12. у гр. А   |          |       |            |            | Није се пласирала | 23 / 28 (32) |        |